# Salacia (mitologie)
Salacia (în latină Salacia, ae) este o zeiță a mării, în mitologia romană. Este una dintre soțiile zeului Neptun.
Ea corespunde zeiței Amfitrita / Amphitrita din  mitologia greacă.